# Wereldkampioenschappen tafeltennis 2017
De wereldkampioenschappen tafeltennis 2017 werden van 29 mei tot en met 5 juni gehouden in de Messe Düsseldorf in de Duitse stad Düsseldorf. Het was de zevende keer dat het toernooi in Duitsland werd gehouden.
De wereldkampioenschappen tafeltennis vinden sinds 1926 plaats en worden georganiseerd door de ITTF. In de even jaren vinden de wereldkampioenschappen landenteams (mannenteams en vrouwenteams) plaats en in de oneven jaren de individuele kampioenschappen (mannen- en vrouwen enkelspel, mannen- en vrouwen dubbelspel en de gemengddubbel).
Op het programma stonden vijf onderdelen:
- Enkelspel mannen. Regerend kampioen was  Ma Long.
- Enkelspel vrouwen. Regerend kampioen was  Ding Ning.
- Dubbelspel mannen. Regerend kampioenen waren  Zhang Jike en  Xu Xin.
- Dubbelspel vrouwen. Regerend kampioenen waren  Zhu Yuling en  Liu Shiwen.
- Gemengd dubbel. Regerend kampioenen waren  Xu Xin en  Yang Ha-eun.

Er werden geen landenteamwedstrijden gespeeld deze editie.

## Medailles

### Medaillewinnaars
| Onderdeel        | Goud                             | Zilver                        | Brons                                                  |
| Enkelspel (m)    | Ma Long                          | Fan Zhendong                  | Xu Xin Lee Sang-su                                     |
| Enkelspel (v)    | Ding Ning                        | Zhu Yuling                    | Miu Hirano Liu Shiwen                                  |
| Dubbel (m)       | Fan Zhendong Xu Xin              | Masataka Morizono Yuya Oshima | Jeong Young-sik Lee Sang-su Koki Niwa Maharu Yoshimura |
| Dubbel (v)       | Ding Ning Liu Shiwen             | Chen Meng Zhu Yuling          | Feng Tianwei Yu Mengyu Hina Hayata Mima Ito            |
| Dubbel (gemengd) | Maharu Yoshimura Kasumi Ishikawa | Chen Chien-an Cheng I-ching   | Fang Bo Petrissa Solja Wong Chun-ting Doo Hoi Kem      |

### Medailleklassement
Dubbelparen uit verschillende landen gelden ieder als 0,5.
| Plaats | Land           | Goud | Zilver | Brons | Totaal |
| 1      | China          | 4    | 3      | 2,5   | 9,5    |
| 2      | Japan          | 1    | 1      | 3     | 5      |
| 3      | Chinees Taipei | 0    | 1      | 0     | 1      |
| 4      | Zuid-Korea     | 0    | 0      | 2     | 2      |
| 5      | Hongkong       | 0    | 0      | 1     | 1      |
| 5      | Singapore      | 0    | 0      | 1     | 1      |
| 7      | Duitsland      | 0    | 0      | 0,5   | 0,5    |
| Totaal | Totaal         | 5    | 5      | 10    | 20     |